# Крейтон, Джон, 1-й граф Эрн
Джон Крайтон, 1-й граф Эрн (англ. John Creighton, 1st Earl Erne; 1731 — 15 сентября 1828) — ирландский пэр и политик. Он был известен как лорд Эрн с 1772 по 1781 год и виконт Эрн с 1781 по 1789 год.

## Биография
Родился в 1731 году. Старший сын Авраама Крайтона, 1-го барона Эрна (1703—1772), и Элизабет Роджерсон (? — 1761), старшей дочери Джона Роджерсона, лорда-главного судьи Ирландии, и Элизабет Ладлоу.
10 июня 1772 года после смерти своего отца Джон Крайтон унаследовал титул 2-го барона Эрна из замка Кром, графство Фермана.
В 1761—1772 годах Джон Крайтон заседал в Ирландской палате общин от Лиффорда.
6 января 1781 года для него был создан титул виконта Эрна из замка Кром в графстве Ферана. 19 августа 1789 года он получил титул 1-го графа Эрна из замка Кром в графстве Фермана (Пэрство Ирландии)
С 1800 по 1828 год — один из ирландских пэров-представителей в Палате лордов Великобритании.

## Личная жизнь
Лорд Эрн был дважды женат. 25 февраля 1761 года он женился первым браком на Кэтрин Говард (? — 15 июня 1775), дочери преосвященного Роберта Говарда и Пейшенс Болейн. Дети от первого брака:
- Леди Элизабет Крайтон (20 июня 1762 — 28 января 1794), в 1783 году она вышла замуж за Джеймса Кинга
- Авраам Крайтон, 2-й граф Эрн (10 мая 1765 — 10 июня 1842), старший сын и преемник отца. Не был женат и не оставил потомства.
- Подполковник Достопочтенный Джон Крайтон (28 июня 1772 — 10 мая 1833). C 1797 года женат на Джейн Уэлдон, от брака с которой у него было пятеро детей, в том числе Джон Крайтон, 3-й граф Эрн (1802—1885).

22 февраля 1776 года он женился вторым браком на Мэри Кэролайн Херви (1753 — 10 января 1842), дочери Фредерика Херви, 4-го графа Бристоля , и Элизабет Дэверс. Дети от второго брака:
- Леди Кэролайн Элизабет Мэри Крайтон[англ.] (1779 — 23 апреля 1856), в 1799 году она вышла замуж за Джеймса Стюарта-Уортли, 1-го барона Уорнклиффа.

Лорд Эрн скончался в сентябре 1828 года. Ему наследовал его старший сын Авраам, который был объявлен сумасшедшим в 1798 году.

## Источчники
- Burke’s Peerage and Baronetage, 2003, 107th edition
- Kidd, Charles, Williamson, David (editors). Debrett’s Peerage and Baronetage (1990 edition). New York: St Martin’s Press, 1990.
- Gash, Norman. Lord Liverpool: The Life and Political Career of Robert Banks Jenkinson, Second Earl of Liverpool, 1770-1828 :  [англ.]. — Weidenfeld and Nicolson, London, 1984. — ISBN 9780674539105.